# Selvas húmedas de las Seychelles y las Mascareñas
La región de selvas húmedas de las Seychelles y las Mascareñas es una ecorregión incluida en la lista Global 200 del WWF. Incluye los archipiélagos de las Seychelles y las Mascareñas, en el océano Índico. Está formada por tres ecorregiones:
- Selva de las Seychelles graníticas
- Matorral xerófilo de las islas Aldabra
- Selva de las islas Mascareñas